# 丹麦广播电视城站
丹麦广播电视城站（丹麦语：DR Byen Station）是哥本哈根地铁的一个高架车站，由且仅由1号线使用，2002年启用。同时属于第1收费区和第3收费区。
该站位于奥雷斯塔德开发区北部，因旁边的丹麦广播公司总部——“丹麦广播电视城”而得名。该站曾被命名为“大学站”，因哥本哈根大学计划在该站附近建新楼而得名，不过后来哥本哈根大学这个项目改在哥本哈根地铁冰岛码头站附近。
| 上一站                    | 哥本哈根地铁 | 下一站                    |
| ------------------------- | ------------ | ------------------------- |
| 冰岛码头站 开往：万勒瑟站 | 1号线        | 松比站 开往：西阿迈厄岛站 |

## 外部連結
- 哥本哈根地铁官网对“丹麦广播电视城站”的介绍（页面存档备份，存于）（丹麦语）
- DR Byen station on www.m.dk 哥本哈根地铁官网对“丹麦广播电视城站”的介绍（互联网档案馆存档英文版网页）